# 石堂秀夫
石堂秀夫（いしどう ひでお、1936年9月21日 - ）は、日本の小説家。

## 略歴
東京生まれ。東京都立三田高等学校定時制中退。1969年小説『那覇の港で』により第６回総評文学賞を受賞。1971年、長編小説『詐欺師たち』を刊行し、椎名麟三の絶賛を受けて作家生活に入る。『奥の細道・全行程を往く』で松尾芭蕉の研究家としても知られ、また、ドラマ『天明義民伝』で、2000年度地方自治大賞を受賞。

## 著書
- 『詐欺師たち』光風社書店 1971
- 『不敬罪"天皇ごっこ" 明治秘史』三一書房 1990
- 『砂の墓標』三一書房 1993
- 『「奥の細道」謎の同行者』同文書院 1994
- 『「おくのほそ道」全行程を往く』三一書房 1994
- 『黎明の人 幕末をリードした本間郡兵衛の生涯 歴史小説』蝸牛社 1999
- 『懐かしの都電41路線を歩く』有楽出版社 2004

### 共著編
- 『奥の細道隠密行 新説』小島剛夕画 学習研究社 1995
- 『対論・21世紀日本のシステム 女性は21世紀を救う』浜四津敏子, 高見澤たか子共著 蝸牛社 1999
- 『一億人のための父よ!』選. 蝸牛新社 2000